# 顾国彪
顾国彪（1936年6月2日—），上海人，电机学专家，中国工程院院士，中国科学院大学电子电气与通信工程学科群学位评定委员会副主席。

## 履历[1]
- 1958年，于清华大学电机系毕业。
- 1997年，当选中国工程院院士。